# François de Meester de Heyndonck
Pour les autres membres de la famille, voir Famille de Meester.
François-Edmond-Marie de Meester de Heyndonck (Bruxelles, 25 novembre 1879 - 30 octobre 1973) est un homme politique belge.

## Biographie
Neveu de Raymond de Meester de Betzenbroeck, François de Meester épouse Emma van Outryve d'Ydewalle.
Engagé volontaire lors de la Première Guerre mondiale, il est officier et décoré de l'ordre de Léopold.

## Mandats et fonctions
- Député de Rex pour l'arrondissement de Bruxelles (1936-1946)

## Sources
- Paul van Molle, Le Parlement belge, 1894-1972, Anvers, 1972.
- Oscar Coomans de Brachène, État présent de la noblesse belge, Annuaire 1994, Bruxelles 1994.
- Jean-Pierre Lobies, Otto Zeller, Wolfram Zeller, IBN: Index bio-bibliographicus notorum hominum, Biblio Verlag, 2000, p. 601.